# Romero Frank
Romero Frank (ロメロ フランク Romero Furanku?) (Lima, Lima, Perú, 19 de agosto de 1987) es un futbolista japonés nacido en territorio peruano. Juega como mediocentro y su equipo es el Kagoshima United F. C. de la J3 League de Japón. Tiene 37 años.

## Biografía
Romero es de la tercera generación de inmigrantes peruanos en Japón. Llegó a Japón a los 13 años por motivos de estudios y trabajo, siendo visto desde joven por un cazatalentos y empezando así, su carrera en el fútbol de ese país.
El 26 de septiembre de 2019, tras 19 años viviendo en el país asiático, Romero renunció a la nacionalidad peruana y se quedó solamente con la nacionalidad japonesa recién obtenida. Por ello, cambió su nombre, pasó de ser Frank Romero a ser Romero Frank (ロメロ フランク). Si bien, este cambio en español parece mínimo, está adaptado al japonés, debido a que ellos tienen el apellido primero antes que el nombre, incluyendo su nuevo nombre en el vocabulario nipón.

## Clubes
| Club                   | País  | Año       |
| ---------------------- | ----- | --------- |
| Mito HollyHock         | Japón | 2011-2012 |
| Montedio Yamagata      | Japón | 2013-2015 |
| Albirex Niigata        | Japón | 2016-2018 |
| Mito HollyHock(cedido) | Japón | 2016      |
| F. C. Machida Zelvia   | Japón | 2018-2020 |
| Albirex Niigata        | Japón | 2020-2022 |
| Kagoshima United F. C. | Japón | 2022-     |